# Željko Ražnatović
Zeljko Raznjatovic alias Arkan (født 17. april 1952, død 15. januar 2000) var en kendt serbisk militærleder, der bl.a. var leder af den serbiske elitesoldat-gruppe, Arkans Tigre. Han blev dræbt i Beograd, Serbien, i januar 2000, før han nåede at blive anklaget ved Den Internationale Domstol i Haag.
Han blev født i 1952 i en lille by i Slovenien af serbiske forældre og flyttede tidligt i sit liv til Beograd i Serbien, derfor så han sig selv som serber.
Zeljko Raznatovic, også kaldet Arkan, giftede sig med sangerinden Svetlana Ražnatović, kendt som Ceca, som han fik to børn med.

## 1991 – 1995
I 1991 – 1995 var Arkan og Arkans Tigre meget aktive. De menes at stå bag flere mordbrænde, massemord, etnisk udrensninger, bl.a. drab på 2.500 bosniere i 1992, voldtægt af kroatiske og bosniske kvinder samt at have medvirket til massakren i Srebrenica 1995.
Efter Krigen i Bosnien-Hercegovina blev Arkan og hans tigre mere anonyme, men i 1998, da der blev problemer i den tidligere serbiske provins Kosovo, deltog de i nedkæmpelsen af albanske oprørere. De var muligvis også indblandet i intimidering og overgreb på civile kosovoalbanere.